# Newry City AFC
Newry City AFC is een Noord-Ierse voetbalclub uit de stad Newry. De club werd in 1923 opgericht als Newry Town en veranderde in 2004 de naam in Newry City FC, 2 jaar nadat het dorp Newry stadsrechten kreeg. In 2012 ging de club failliet en in 2013 werd als Newry City AFC een nieuwe club opgericht.

## Geschiedenis
Newry Town speelde in 1923 voor het eerst in de hoogste klasse, na enkele seizoenen in de middenmoot werd de club 3de in 1928, daarna viel de club weer terug naar hun eerdere prestaties tot 1936 toen de 4de plaats bereikt werd. Na het seizoen 1939/40 verdween de club voor lange tijd uit de hoogste klasse.
In 1982 werd Newry opnieuw verkozen tot de 1ste klasse en eindigde in 1987 en 1988 in de top 5. Door inkrimping van de competitie degradeerde de club in 1995 en keerde in 1997 terug. Meteen werd de 4de plaats bereikt, daarna ging het langzaam bergaf tot de laatste plaats volgde in 2003, door uitbreiding van de competitie naar 16 clubs had Newry kans om te blijven maar moest een play-off spelen tegen Bangor FC en won met 0-0, 2-1. Na 2 mindere seizoenen werd in 2006 de 6de plaats bereikt. In 2011 eindigde de club op de laatste plaars en degradeerde naar de IFA Championship 1.
In 2012 werd Newry City FC na bestuurlijke, juridische en financiële problemen opgeheven. Een nieuwe club, Newry City AFC, werd in 2013 opgericht en begon op het vijfde niveau in de Mid-Ulster Football League. In 2016, na twee promoties op rij, kwam de club in de NIFL Premier Intermediate League. In het seizoen 2018/19 speelde de club één seizoen weer op het hoogste niveau.

## Erelijst
- Irish League Cup
  - Finalist: 1990

## Eindklasseringen
| 11 |

| 12 |

| 13 |

| 5 |

| 4 |

| 11 |

| 7 |

| 5 |

| 14 |

| 14 |

| 14 |

| 15 |

| 8 |

| 5 |

| 1 |

| 4 |

| 6 |

| 6 |

| 8 |

| 12 |

| 12 |

| 10 |

| 6 |

| 12 |

| 8 |

| 8 |

| 9 |

| 12 |

| 2 |

|  |

| 1 |

| 5 |

| 1 |

| 2 |

| 2 |

| 12 |

| 5 |

| - |

| 1 |

| 10 |

| 12 |

| 12 |

| NIFL Premiership | NIFL Championship | NIFL Premier Intermediate League | Mid-Ulster Football League |

De drie NIFL-divisies hebben in de loop der jaren diverse namen gekend, zie Northern Ireland football league system

## Newry in Europa
#Q = #kwalificatieronde, #R = #ronde, T/U = Thuis/Uit, W = Wedstrijd, PUC = punten UEFA coëfficiënten .
Uitslagen vanuit gezichtspunt Newry City
| Seizoen | Competitie    | Ronde | Land               | Club            | Totaalscore | 1e W    | 2e W    | PUC |
| ------- | ------------- | ----- | ------------------ | --------------- | ----------- | ------- | ------- | --- |
| 1999    | Intertoto Cup | 1R    | Vlag van Kroatië   | Hrvatski Zagreb | 2-1         | 0-1 (U) | 2-0 (T) | 0.0 |
|         |               | 2R    | Vlag van Duitsland | MSV Duisburg    | 1-2         | 0-2 (U) | 1-0 (T) | 0.0 |

Zie ook
Deelnemers UEFA-toernooien Noord-Ierland